# 1994년 텔레비전 애니메이션 목록
다음은 1994년에 방송된 텔레비전 애니메이션이다.

## 대한민국
| 제목            | 화수 | 방송 기간                          | 채널 | 비고                |
| --------------- | ---- | ---------------------------------- | ---- | ------------------- |
| 마패소년 박문수 | 1    | 1994년 2월 9일                     | MBC  | 비디오판 애니메이션 |
| 태백산 호랑이   | 1    | 1994년 8월 15일                    | MBC  |                     |
| 사랑의 학교     | 13   | 1994년 10월 28일 ~ 1995년 1월 20일 | KBS2 |                     |

## 일본
| 제목                                         | 화수 | 방송 기간 | 채널        | 비고 |
| -------------------------------------------- | ---- | --------- | ----------- | ---- |
| 죽을뻔한 계장                                |      | 1994년    | TBS         |      |
| 빨간망토 차차                                |      | 1994년    | 도쿄TV      |      |
| 7대양의 티코                                 |      | 1994년    | 후지TV      |      |
| 용사경찰 제이데카                            |      | 1994년    | 나고야TV    |      |
| 마멀레이드 보이                              |      | 1994년    | 아사히TV    |      |
| 달의 요정 세일러문 S                         |      | 1994년    | 아사히TV    |      |
| 기동무투전G 건담                             |      | 1994년    | 아사히TV    |      |
| 몬타나 존스                                  |      | 1994년    | NHK         |      |
| 산초메의 다마 우리 다마 모르십니까           |      | 1994년    | 마이니치TV  |      |
| 축구열풍                                     |      | 1994년    | NHK 제2위성 |      |
| 진다이버                                     |      | 1994년    | NHK교육     |      |
| 레드 바론                                    |      | 1994년    | 니혼TV      |      |
| 패왕대계 류나이트                            |      | 1994년    | 도쿄TV      |      |
| 놀자!! 헬로 키티                             |      | 1994년    | 도쿄TV      |      |
| 백설공주 전설                                |      | 1994년    | NHK 제2위성 |      |
| 맡겨줘 스크립퍼즈                            |      | 1994년    | NHK 제2위성 |      |
| 은하전국영웅전 라이                          |      | 1994년    | 도쿄TV      |      |
| 야마토 다케루                                |      | 1994년    | TBS         |      |
| 기동무투전 G 건담                            |      | 1994년    | 아사히TV    |      |
| 메탈파이터 MIKU1994                          |      | 1994년    | 도쿄TV      |      |
| 허클베리 핀 이야기                           |      | 1994년    | NHK 제2위성 |      |
| 날아라 부링                                  |      | 1994년    | 마이니치TV  |      |
| 고보짱 스페셜 축제가 가득!                   |      | 1994년    | 요미우리TV  |      |
| 사무라이 스피리츠                            |      | 1994년    | 후지TV      |      |
| 마크로스7                                    |      | 1994년    | TBS         |      |
| BLUE SEED                                    |      | 1994년    | 도쿄TV      |      |
| D・N・A² ~어디선가 잃어버린 그녀석의 아이츠~ |      | 1994년    | 니혼TV      |      |
| 진거전설 타이드로드                          |      | 1994년    | 도쿄TV      |      |
| 마법진 쿠루쿠루                              |      | 1994년    | 아사히TV    |      |
| 마법기사 레이어스                            |      | 1994년    | 요미우리TV  |      |
| 캡틴 츠바사 J                                |      | 1994년    | 후지TV      |      |
| 정글의 용사 다짱 디럭스1                     |      | 1994년    | 도쿄TV      |      |

## 참고 문헌
- 야마구치 야스오 (2005). 《일본 애니메이션 역사》. 미술문화. 245쪽.